# استربلوس اسمیتی
استربلوس اسمیتی (نام علمی: Streblus smithii) نام یک گونه از تیره موراسه است.